# The Shookies
The Shookies je česká, anglicky zpívající folk rocková skupina, která vznikla v roce 2010 ve Vysokém Mýtě. K roku 2019 vydala skupina dvě studiové desky Great Test Hits (2014) a Sooner or Later (2019). Kapela je ovlivněna světovými hudebníky folk rockové scény, zejména to jsou Bob Dylan, Glen Hansard, The National, Bon Iver, Edward Sharpe and the Magnetic Zeros nebo Nick Cave and The Bad Seeds.

## Historie
Brněnská kapela The Shookies vznikla v roce 2010 v jedné vysokomýtské kavárně, kde se potkala parta lidí se stejným hudebním cítěním a chutí společně tvořit. Inspirovala je především písničkářská tradice zahraničního folk-rocku a acoustic-rocku a z buskování v parku se postupně vypracovali až na klubovou a festivalovou scénu. V roce 2014 pokřtili debutovou desku Great Test Hits, nahranou v brněnském studiu George Lukase, na koncertě pořádaném v místě, kde jejich hudební kariéra začala. Jako předskokan zde vystoupil Johannes Benz. Skupina v koncertování pokračovala, přibrala nové členy a zahrála si po boku českých i zahraničních umělců – Zrní, Steve Walsh Trio, Thom Artway. Největším úspěchem se považuje vystoupení jako předskokan na koncertě Glenu Hansardovi a Interference v olomouckém Jazz Tibet Clubu.
Na začátku roku 2018 začala skupina spolupracovat s Tomášem Neuwerthem na budoucím druhém albu. Rozhodli se spolu nejprve nahrát singl, nicméně vzhledem k dobré spolupráci pokračovali v nahrávání celé nové desky. V březnu 2019 The Shookies pokřtili album s názvem Sooner or Later, a to tentokrát na třech místech – v olomouckém Jazz Tibet Clubu, ve vysokomýtském M-klubu a v brněnské Melodce. Stejně jako na křtěné desce se na křestní tour podíleli i hosté: zpěvačka Daniela "Dína" Sedláčková, členové Moravia Big Bandu Vít Komárek (trumpeta), Pavel Kolář (saxofon), Jan Jílek (trombón) a sólista Zlínské filharmonie Rudolf Linner (lesní roh).

## Styl a hudební vzory
Kapela The Shookies hraje folk rockovou hudbu, ve svých písních zpívá anglicky. Mezi své hudební vzory řadí významné osobnosti světové folk-rockové scény, především Boba Dylana, ale též jsou to Glen Hansard, The National, Bon Iver, Edward Sharpe and the Magnetic Zeros a Nick Cave. Kytarista Tomáš Karlík ke stylu kapely uvedl: „Nejdůležitější je, aby naše hudba byla ryzí a vycházela z nás. Taková, jaká je, v daném čase a prostoru. Je spousta interpretů, z kterých lze čerpat inspiraci, a není třeba se žánrově omezovat. Na tom koneckonců není nic špatného. Avšak je nutné si udržet zdravý odstup – nechceš přece znít jako revival. Ostatně, takových je momentálně víc, než kdy vůbec bylo potřeba“.

## Diskografie

### Studiová alba
- Great Test Hits (2014)
- Sooner or Later (2019)

### Singly
- „Lonely and Weak“ (2019)

## Členové

### Současná sestava
- Filip Burš – hlavní zpěv, kytara (2010–dosud)
- Miroslav Jurčík – zpěv, klávesy (2010–dosud)
- Ondřej Karlík – zpěv, basa (2011–dosud)
- Tomáš Karlík – zpěv, kytara (2013–dosud)
- Martin Kreuziger – zpěv, bicí (2015–dosud)
- Anna Hrbáčková – zpěv, housle, perkuse (2016–dosud)

### Bývalí členové
- Ludvík Kalibán – bicí (2010–2015)
- Ondřej Sychra – zpěv, kytara (2010–2013)